# Hiphop
A hiphop egy kultúra és művészeti irányzat, amit afroamerikaiak, latin amerikaiak, és karibi amerikaiak hoztak létre New York egyik kerületében, Bronxban. A név eredete vitatott, akárcsak az, hogy Bronx keleti vagy nyugati részéről indult-e ki. Bár a hiphop kifejezéssel legtöbbször a hiphopzenére utalnak (beleértve a rap zenét is), a hiphopot kilenc fő tényező határozza meg, amik közül csak négy elengedhetetlen ahhoz, hogy zeneileg is megértsük. Afrika Bambaataa, a Zulu Nation nevű hiphopot népszerűsítő szervezet alapítója a hiphop kultúra közül ezt a négy alappillért emelte ki: rap (más néven MCing vagy emszízés), vagyis ütemre szövegelés; DJing, vagyis Dj pulttal vagy lemezjátszóval zenélés; a breaktánc; és a graffiti. A hiphop szubkultúra és művészeti mozgalom elemei ezen a négyen túl többek között a hiphop kultúra és a hiphop történetének ismerete; a beatboxing (más néven szájdob), ami hangok szájjal történő imitálását jelenti; utcai vállalkozások; hiphop nyelvezet; meg hiphop divat és stílus.
A műfaj szélesebb körű terjedésében szerepet játszott, hogy a 2000-es években megjelent internetes média platformok és a Web 2.0 előretörésevel a műfaj rajongói a világhálón is felfedezték és letöltötték vagy lejátszották a hiphopzenét a közösségi oldalakon keresztül (többek között a Myspace-en), majd pedig később elterjedt streaming felületeken, mint például a YouTube, a Worldstarhiphop, a SoundCloud és a Spotify.

## Története

### A hiphop gyökerei
A hiphop gyökerei a nyugat-afrikai és afroamerikai zenére vezethetők vissza.
A hiphopzene fő történelmi kora az úgynevezett „Old school” kor 1970–1985 között. Ezután következett az úgynevezett aranykora a hiphopzenének 1985–1995 között, ami magába foglalta az USA keleti és a nyugati partvidékének zenéit, és ezeket tovább vitte a modern korba. Itt inkább a nyugati parti zene volt a dominánsabb, így kialakult az úgynevezett gengszterrap, G-funk. 1993 után megjelent az úgynevezett kemény hiphop (hardcore).
Bronxban az előző nyugodt évekhez képest fordulat állt be 1929-ben. Ennek a tetőzése az 1970-es években történt meg. A gazdasági fellendülés beruházásainak következményeként a felsőbb rétegek elköltöztek, az ott maradt alacsonyabb jövedelmű rétegeknek viszont egyre nehezebb lett a sorsa. Számos munkahely megszűnt, a fiatalok között is hatalmas volt a munkanélküliség aránya. Az elhagyatott házakban kábítószerfüggők és fiatalokból álló bandák töltötték napjaikat. A bandák nagy gondot jelentettek, ugyanis ezek már nem „csak” az iskolakerülő, csavargó fiatalokból álltak. Valós veszélyt jelentettek. Ezekben a nehéz időkben indult hódító útjára a hiphop. Az emberek kezdték megelégelni a megnövekedett bűnözést és a folytonos bandaháborúkat, a kilátástalan életet és valami újban próbáltak értelmet, önkifejezést keresni.

### Az elsők
A hiphop megalakulásának dátuma 1973, ha egyáltalán lehet ilyet mondani egy zenei irányzattal kapcsolatban. Itt három fontos nevet kell megemlíteni. Ők voltak az úttörők: Afrika Bambaataa, Kool Herc és Grandmaster Flash.
Kool Herc, azaz Clive Campbell Jamaicában született, és még gyerek volt, amikor New Yorkba, Bronxba költözött a család. Zenei pályafutása során számos tehetséggel dolgozott (DJ AJ, DJ Timmy Tim, DJ Clark Kent), ők voltak a Herculoids.
Bambaata szintén Bronxban nőtt fel. Fontos szerepe volt, ugyanis gátat akart szabni a bandaháborúknak. Jelszavai a béke és a szeretet voltak. Mindenkit szeretettel várt a rendezvényein, akik alkalmazkodtak ehhez az attitűdhöz. Nevéhez fűződik továbbá a hiphop kitörése, és szélesebb körben való elterjedése Bronxon kívül is.
A barbadosi származású, de New Yorkban született Flash (Joseph Saddler) alapította a Flash and the Three MCs, majd a Furious Four és végül a Furious Five együtteseket.
Az 1990-es években a keleti part gengszter rapperei szembe kerültek a nyugati partiakkal. Ez vezetett Tupac Shakur és Notorious B.I.G. halálához 1996-ban és 1997-ben. 1994-ben megjelent Nas Illmatic című albuma, amely mérföldkő volt a hiphop történelmében.

## A hiphop elemei

### Rap
A rap alapvetően a jellegzetes ének- vagy beszédstílus neve. Sokan azt hiszik hogy a rappelés csak egyszerű beszéd de, nagyon fontos a ritmika, a sebesség, a hangsúlyozás és a rímelés. Egyfajta költészetként is felfogható. Valamint néhány műfaj elnevezésében is a rap szó szerepel, főként azokéban egyébként, amik nagyobb kereskedelmi sikereket érnek el.

#### A rap története
A rap előzményei közt sok mindent fel lehet sorolni, most csak három dolgot említenék. A legrégebbi és talán leginkább meglepő a jazz, azon belül is a virtuóz halandzsa-ének-beszéd, az ún. scat. Aztán persze ott a fekete zene, főként a funky, és még inkább James Brown, akiről az a hír járja, hogy talán a legtöbb hangot az ő számaiból lopták ki a poptörténelemben. (Valamint ő az egyik úttörője a fekete öntudat zenei megjelenítésének is: "I'm black and I'm proud" azaz "fekete vagyok és büszke".) Harmadszor pedig ott a jamaicai zene, nevezetesen azok a párbajok, amit a lemezjátszóval felszerelkezett sound systemek vívtak – a népet buzdító toasterek már itt megjelentek.
Jamaicából származott az a Kool Herc néven ismert és legendássá lett figura, aki a hetvenes években Bronxban (New York fekete negyedében) voltaképpen létrehozta a rap zenét. Ekkoriban még ez az "utcai" műfaj a szó szoros értelmében az utcán élt: ott nyomták a szöveget akár kíséret nélkül, vagy ott vívtak a DJ-k párbajokat. (Ebből az időből származik tehát az a hagyomány is, hogy a rapperek szeretnek saját teljesítményükkel büszkélkedni, és a riválisokat alaposan leszólni.) Hamarosan akadt valaki, aki Kool Hercnél jobbnak bizonyult: a még nála is legendásabb Grandmaster Flash gyorsabban, pontosabban és ütősebben kevert. Állítólag az ő "tanítványa", Grand Wizard Theodore találta fel a scratchelést, vagyis azt a technikát, amikor a lemezt az ember kézzel előre-hátra húzogatja, így állítva elő az oly' jellemző hangokat. (A mai legnépszerűbb rapperek meglehetősen keveset használják a scratchet, de a kilencvenes években még rendkívül népszerű volt.) Azért "állítólag", mert ebből az időből nem maradt fenn lemezfelvétel, hiszen a gettólakó feketék se vásárlóként, se előadóként nem számítottak a lemezpiacon. Ám ahogy az utcán, a diszkókban egyre népszerűbbé vált az új stílus, előbb-utóbb a kiadóknak is lépniük kellett. 1979-ben jelent meg az első rap-lemez, a Sugarhill Gang Rapper's Delight című száma. Az első fecske persze még nem változtatta meg a popzenei világot, de mára a szám abszolút legenda. Csakúgy, mint az 1982-es The Message, a már emlegetett Grandmaster Flash és zenekara, a Furious Five klasszikusa. Ez volt az egyik első olyan kiadott rapszám, ami nem a bulizásról szólt, hanem komoly politikai üzenetet hordozott, a lecsúszottak, a kitaszított feketék nevében. (Don't push me, 'cause I'm close to the edge – ez a sor talán sokaknak ismerős.) Ebben a számban szerepel először a már ismert hiphop kifejezés.
A következő fontos állomás 1984: ekkor jelent meg a Run D.M.C. Raising Hell című lemeze, rajta az Aerosmith-szel közös Walk this Wayjel. Ez az album (főként a rockos slágernek köszönhetően) a fehérek között is nagy sikert aratott, ez lett az első aranylemez a stílusban. Az eddig a feketék körében népszerű rap előtt megnyílt az út a még szélesebb közönségsiker felé. Ebben nagy szerepe volt az MTV Yo! MTV Raps című műsorának is, ami 1986-ban indult el.
Ezek után már gyorsan követik egymást az események. Meg kell említenünk a Beastie Boys nevét: ők az első fehér csapat, akik kezdetben gátlástalan idiotizmusukkal, később egyre kifinomultabb zenei és szövegelési technikájukkal hódítottak. A Public Enemy még mai füllel is extrém, zajos alapokra minden korábbinál keményebb politikus szövegeket nyomott. 1986-tól hódít a sampling-technika: a hangminták vételezése és újrafelhasználása véget vetett annak a gyakorlatnak, hogy az alapokat igazi zenekarral vegyék fel – ám hamar kiderült, hogy a hangmintákat "jogosítani" kell, vagyis engedélyt kell szerezni az eredeti tulajdonostól, ami nem egyszerű és olcsó móka.
Az eddig említett előadók mind az Egyesült Államok keleti partjáról származtak. Az East Coast Rap a kilencvenes évek közepéig volt a legnagyobb, bár egyáltalán nem beszélhetünk egységes stílusról: belefér a régiek nyomán haladó old school, az inkább hallgatásra való, a zenei megoldásokra és a szövegekre zene, aminek egyik izgalmas hajtása a kifinomult, zenekari megoldásokat operáló művészi vonulat (mai legjelesebb együttese a The Roots).
1989-ben a nyugati part is hallatta a hangját: a nevében és szövegeiben is politikus NWA (a név a Niggaz Wit Attitudes rövidítése) Straight Outta Compton című lemezével lerakta a gangsta-rap alapjait. 1992-ben a volt NWA-tag Dr. Dre kiadta The Chronic című klasszikusát, amin a gangsta-hagyományból kialakította a G-funkot. Talán a legtöbbet utánzott lemez ez a rap történetében: jellegzetes lassú, hatásos ütemeit, "vinnyogó" szintetizátorait és ütős basszusait milliónyian lopják, bár igaz, hogy többen közülük a rap-nagyhatalommá vált Dre pártfogoltjai. Ilyen volt Snoop  Dogg, vagy a meggyilkolt 2Pac azaz Tupac Shakur sokan nevezik őt a rap királyának is. Bár a West Coast Rap minden gengszterkedő attitűdje ellenére elsősorban parti-zene, művelői a valódi életben gyakran kerülnek a bűn közelébe. A legnagyobb kiadó, a Death Row vezetője Suge Knight börtönben is ül, és sokan gondolják, hogy maffiakapcsolatai mélyebbek, mint azt bizonyítani lehet.
A kilencvenes évek vége és napjaink a rap igazi nagy napjai: a valaha a gettóból, az utcáról indult stílus igazi pénzcsináló gépezetté vált. A mai sztárokról akár csak rövid listát adni is lehetetlen; és ha még meg is próbálkoznánk vele, igen hamar elavulna, hiszen Amerikában hetente tűnnek fel újabb és újabb ismeretlen arcok, akik aztán hamar az eladási listák legelején találják magukat.

## Szociális hatása

### Divat
Az 1970-es évek óta a hiphop szociális és kulturális hatásai az öltözködést, a hajviseletet és más egyéb stílusokat is befolyásolták. Bár a stílus az évtizedek során megváltozott, a jellegzetes városi megjelenés és kinézet fontos volt a rappereknek, a breaktáncosoknak és a hiphopközösség többi tagjának az önkifejezésre. Míg voltak márkák, amik a kultúrához jelentősen kapcsolódtak, és populárisak voltak, mint például az Adidas és a Clarks Wallabee (cipő), gazdasági szempontból csak a zene elhíresedésével váltak népszerűvé. A hiphopzene népszerűbbé válásával a divata is egyre ismertebb lett. Az 1990-es évektől kezdve a hiphop magával ragadott néhány ruhatervezőt, így új kapcsolatot teremtett a klasszikus divattal. Az olyan márkák, mint a Ralph Lauren, a Tommy Hilfiger és a Calvin Klein bekapcsolódtak a hiphopkultúrába, de keveset adtak cserébe. A 2000-es évek kezdete körül a hiphopöltözék bő pólókból, farmerekből és mezekből állt. Ahogy az olyan nevek, mint Pharrell és Jay-Z elindították a saját öltözködési irányzatukat, és mások, mint például Kanye West kapcsolatba került olyan divattervezőkkel, mint Louis Vuitton, a ruhák szűkebbek, még divatosabbak és drágábbak lettek.

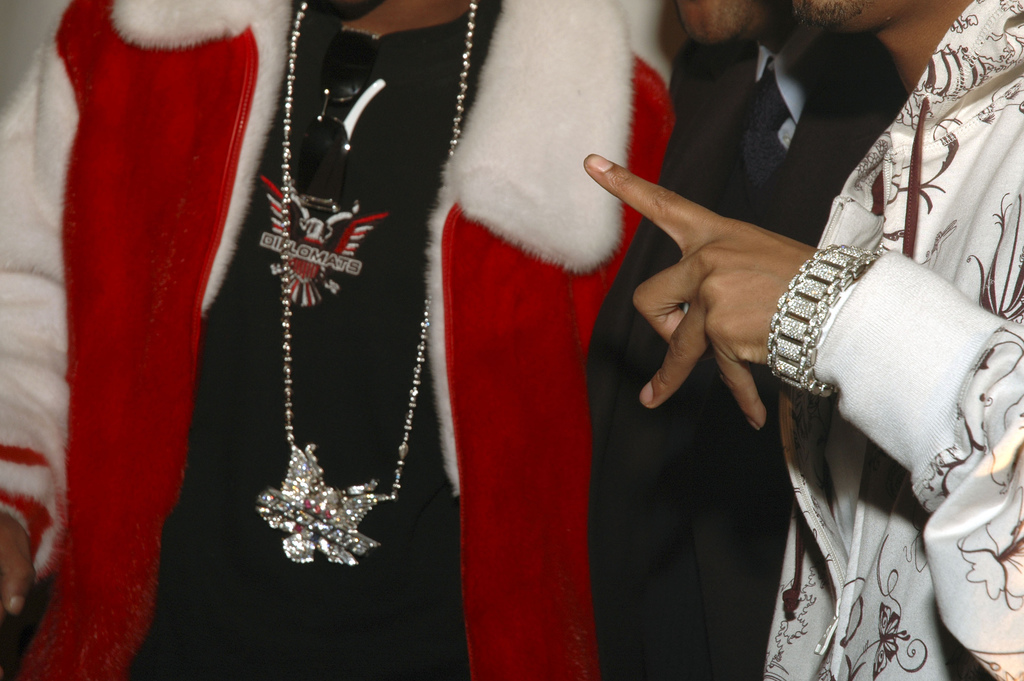
Bling-bling ékszer

Az Adidas és a Nike mellé az 1970-1980-as években megalakultak sportruházati és divat márkák, mint például a Fila, a Pony vagy a Kangol, és összekapcsolódtak az éppen felemelkedő hiphopirányzattal.
Az 1980-as évek hiphop ikonjai, mint Run-DMC és LL Cool J, báránybőr vagy bőr bomberdzsekit vagy élénk színű nevekkel ellátott melegítőt, Clarks cipőt, Dr Martens bakancsot és edzőcipőt (főként Adidast) viseltek. Kurtis Blow volt az, aki közkedveltté tette az arany nyaklánc viseletét a korai 1980-as években. Közkedvelt kiegészítők voltak a nagy napszemüvegek (Cazals vagy Gazelles), Kangol sapkák, "dögcédulák", névvel ellátott övek es különböző gyűrűk. A vastag és nehéz arany ékszerek is szintén közkedveltek voltak az 1980-as években. Általában a férfiak vastag, nehéz arany nyakláncot, a hölgyek pedig nagy arany fülbevalókat viseltek. Kurtis Blow és Big Daddy Kane tették közkedveltté az arany ékszerek viselését.
A korai 1990-es években előadók, mint The Fresh Prince, Kid'n Play és Left Eye (TLC) közkedveltté tették a baseball sapkát élénk, gyakran neon színekben. Kris Kross elkezdte a ruháját fordítva viselni. Az 1991-es Chanel őszi kollekcióján is észrevehetőek a hiphop jegyei.
Haj: Amerikában (itthon is látni azért) divatos a hiphop kedvelőinél a fonott haj vagy raszta, valamint a rövid haj.
Felsőruházat: pár számmal nagyobb póló, vagy mez, pl.: NBA (Kosárlabda), NFL (amerikaifutball) vagy MLB (baseball) mezek. De itt is lehet elegánsabbra fogni a témát, pl márkás ingek, zakók stb segítségével nézhetünk ki úgy mint egy hiphop sztár.
Nadrág: Szintén pár számmal nagyobb, kissé letolt bő nadrág.
Cipő: Népszerűek a Nike, Lacoste krokodil bőrcipő, Adidas, Dada, Jordan és Reebok kosarascipők (főleg fehér színben), vagy pedig a Timberland (főleg sárga) bakancsok, DC, Element cipők.
Kiegészítők, ékszerek: Majdnem minden hiphopkedvelő ún. fitted cap (Magyarországon fullcap) hord, fejkendőt (du-rag), vagy fejpántot. Elő szoktak kerülni a csuklószorítók is. Az ékszerek tekintetében a gazdagabbak bling-blinget (hosszú, esetleg kövekkel kirakott drága nyaklánc, amit valamilyen medállal (pl, kereszt, monogramm vagy valamilyen felirat), viselnek.
A márkákat tekintve: Nem mindenki figyel oda a hiphopban a márkákra és az öltözködésre, az underground körökben mozgók inkább deszkás ruhákat hordanak. Sok minőségi hiphopruházati márka van, lássunk egy párat: Sean John, Shady Unlimited, Makaveli, RocaWear, Karl Kani, LRG, Avirex, Enyce, Jordan, Dada Supreme, Akademiks, Lot 29, Eckö, And1, K1X, Wu Wear, G-Unit

## Értékek és filozófia

### Szükséges
Már a rabszolgaság idejétől kezdve a zene volt az afroamerikai identitás nyelve. Mivel ekkor az írás és az olvasás meg volt nekik tiltva, a zene maradt számukra a kommunikáció egyetlen elérhető formája. Még évszázadokkal később is a belvárosokban, ahol magas az írástudatlanság és a középiskolai lemorzsolódás aránya, továbbra is ez jelenti az önkifejezés legbiztosabb módját. A hiphop tehát még napjainkban is ugyanazt a célt szolgálja a helyi afrikai kultúrában, mint régen a keleti ültetvényeken dolgozók számára: a zenével sokkal jobban meg lehet fogalmazni az emberek rémületét és érzéseit, mint írott vagy beszélt formában, egy megkérdőjelezhetetlen kapcsolatot létrehozva az elnyomás és a kreativitás között. Ebből következően a rapszöveget az Amerikai Egyesült Államokban gyakran súlyos bűntények bevallásaként kezelték.
A rapperektől és a többi hiphopelőadótól (DJ-k, breaktáncosok) elvárt, hogy képviseljék a saját városukat és környéküket. Ez megköveteli azt, hogy büszkék legyenek arra, hogy a hátrányos helyzetű városuk környéke, ami eredetileg a szégyen helyszíne volt, most már a dalszövegek és a graffitik által megdicsőült. Valószínűleg ez az egyik oka annak, hogy a hiphop az évtizedek során számos országban helyi műfajként jött be a köztudatba. Ezen felül a más műfajok és helyek zenéinek utánzása és másolása szintén fontos elemei. Egyes albumok a világ különböző pontjain lettek felvéve és számos országból tartalmaznak hangfelvételeket. Ilyen például a meglepetésként érkezett Kala, ami M.I.A. , az angol és tamil nemzetiségű rapper műve.

## A hiphop Magyarországon
Talán meglepő, de hazai viszonylatban elsőként Fenyő Miklós nevét kell megemlítenünk, ha a magyar hiphop gyökereihez akarunk visszanyúlni. Neki köszönhető, hogy a nyolcvanas évek elején hazánkban megjelent a break. Ugyanis minden a break korszakkal kezdődött. Egy Németországban tett látogatása alkalmával látta először Fenyő a „furcsán” mozgó fiatalokat. De nemcsak ez ragadta magával, hanem az ehhez társuló zenei irányzat is. Olyannyira, hogy itthon stúdióba vonult, hogy egy olyan albumot készítsen (Miki: Jól nézünk MIKI, 1984), melyben felhasználja az új tapasztalatokat. A médiában is terjesztette az új irányzatot. Break klubokat alapított, versenyeket, amelyek során feltűntek olyan csapatok, mint a Turbo Break Company vagy a Harlem Company.
Másodsorban Geszti Pétert kell megemlíteni, mivel az Első Emelet szintén 1984-es lemezére megírta a Dadogós break c. számát.
A nyolcvanas évek végén az alternativ szcénában zenélő Pajor Tamás a Neurotic zenekarral készítette el a Brék című számát. Ez az 1987-ben kiadott Budapesti látnok című lemezen volt hallható. Pajor szerint ő nem csinált rapzenét, de valójában a számot a magyar rap egyik alappillérének is tekinthetjük, a nóta szövegéből olyan együttesek is idéznek a számaikban, mint pl. az Árral szemben.
A magyar könnyűzenei életben is mérföldkő volt a rendszerváltás. Sokkal könnyebbé vált hozzájutni a külföldi zenékhez, videóklipekhez.
Az ehhez az időszakhoz köthető első nagy sikerű populáris formáció a Geszti Péter vezette Rapülők volt. Csavaros rímeikre ma is rengetegen emlékeznek vagy a gengszter rap irányzatot a szintén a kilencvenes években meghonosító a Ganxsta Zolee és a Kartelre – ahova később Dopeman is csatlakozott, Lory B. kilépését követően. A Kartelből kivált Dopeman indította útjára a roma rap vonalat képviselő Fekete Vonat együttest.
A magyar hiphopot azonban elsősorban az Animal Cannibals vitte szélesebb közönség elé, folyamatos szerepléseivel és tehetségkutató versenyekkel, napjainkig. Majd Sub Bass Monster rappelte be magát a köztudatba, szótárat kimerítő szövegeivel és egyedi humorával. A nem hivatalosan kiadott Mega Sound System több albuma is ekkoriban terjedt „kazettamásolgatással”. Ezek a pécsi srácok a durva/szókimondó szövegeikkel kavarták fel a zenei állóvizet az 1990-es évek elején.
A kétezres években jelent meg az értelmiségi slam poetry műfaj. (Például a Akkezdet Phiai.) Amelyből azóta néhányan a fősodorba kerültek át és a nyári szabadtéri fesztiválok gyakori fellépői. (Hősök, Punnany Massif, Irie Maffia)
Létezik az úgynevezett underground (földalatti) hiphop. (Közülük többek között például a társadalomkritikus szövegeiről ismert Funktasztikust vagy a lánycsapat Ludditákat érdemes megemlíteni.) Dalaik fizikai hanghordozó formátumba ritkán kerülnek, főleg az ezredforduló óta elterjedt interneten érhetők el.
Az ország számos pontján találhatók hiphop tánccal foglalkozó magániskolák. Az elsőt még Zoltán Erika alapította. Azóta jelentősen bővült a választék: Jamland, New Dance World, Etude Dance Studio, Art Kingdom Dance Community, R3d One, University of Respect, Magic Dance School, Hollahood hip hop dance school, Silver Step Tánc Stúdió, TST Tánciskola, Danger Elements, A-Force 1, BlackJam!, Freestyle Dance Factory, FitDance Center, Urban Dance, X-treme,  West-Side, Black Time, Starlight Dance, No Comment R&B Dance Hip Hop, Harmónia-Dance Stylers tánciskola. Ma már szinte természetes, hogy a tánc mint műfaj főszerepet kapott, hiszen ez az egyik legdivatosabb módja a testmozgásnak.

## Szakirodalom
- Drávai Tamás: Hip-Hop, a kezdetek (ebook, 2010)
- Gánóczi Gábor: RAP (szerzői kiadás, 2001)
- Gánóczi Gábor: 2pac (szerzői kiadás, 2000)